# Edward Ball (Autor)

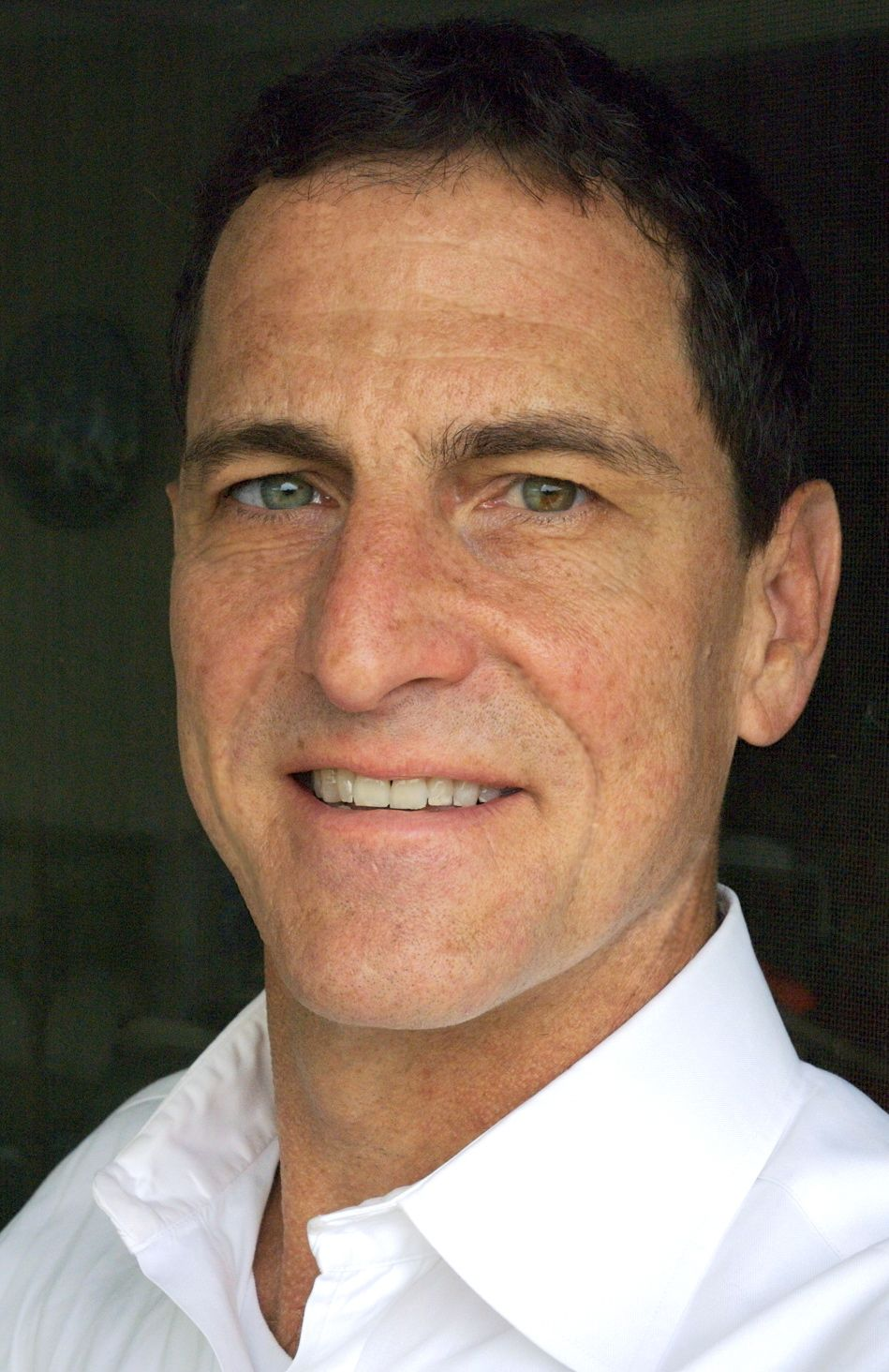
Edward Ball

Edward Ball (* 8. Oktober 1959 in Savannah (Georgia), USA) ist ein US-amerikanischer Journalist, Autor und Hochschullehrer.

## Leben
Ball wuchs im Süden der USA auf und besuchte die Brown University in Providence der Hauptstadt von Rhode Island. Nach seinem Abschluss dort im Jahre 1982 ging er nach New York City und arbeitete zunächst als freier Kunstkritiker zu den Themen Kunst, Film und Literatur. Einige Jahre war er als Kolumnist für die New Yorker Zeitung The Village Voice tätig. 
Ball begann in den 1990er Jahren seine Familiengeschichte zu erforschen. Die Familie Ball hatte in der Zeit von 1698 bis zur Sklavenbefreiung 1865 bis zu 4000 Menschen auf ihren 25 Reisplantagen in South Carolina als Sklaven eingesetzt. Sein erstes Buch aus dem Jahre 1998 zu dieser Familiengeschichte Slaves in the Family wurde mit dem National Book Award for nonfiction ausgezeichnet und 1999 in deutscher Sprache veröffentlicht.
Ball lebt in Connecticut und lehrt an der Yale University.

## Veröffentlichungen
- Slaves in the family. Farrar, Straus & Giroux, 1998, ISBN 0-345431057.
  - deutsch von Hans Günther Holl: Die Plantagen am Cooper River. Eine Südstaaten-Dynastie und ihre Sklaven. S. Fischer Verlag, Frankfurt am Main 1999, ISBN 3-10-004804-0.[1]
- The Sweet Hell Inside: The Rise of an Elite Black in the South. Morrow, 2001.
- Peninsula of Lies: A True Story of Mysterious Birth and Taboo Love. Simon & Schuster, New York City 2004, ISBN 0-743235606.
- The Genetic Strand: Exploring a Family History Through DNA. Simon & Schuster, New York City 2007, ISBN 978-0-743266581.
- The Inventor and the Tycoon: A Gilded Age Murder and the Birth of Moving Pictures. Doubleday, New York City 2013, ISBN 978-0-3855-2575-6.